# Ejido Plan Nacional Agrario
Ejido Plan Nacional Agrario är en ort i Mexiko.   Den ligger i kommunen Mexicali och delstaten Baja California, i den nordvästra delen av landet, 2 000 km nordväst om huvudstaden Mexico City. Ejido Plan Nacional Agrario ligger 48 meter över havet och antalet invånare är 692.
Terrängen runt Ejido Plan Nacional Agrario är platt norrut, men åt sydväst är den kuperad. Havet är nära Ejido Plan Nacional Agrario åt nordost. Runt Ejido Plan Nacional Agrario är det ganska tätbefolkat, med 58 invånare per kvadratkilometer. Närmaste större samhälle är San Felipe, 7,4 km sydost om Ejido Plan Nacional Agrario. Trakten runt Ejido Plan Nacional Agrario är ofruktbar med lite eller ingen växtlighet.